# Хмельник (Свентокшиське воєводство)
Хме́льник (пол. Chmielnik) — місто в південній Польщі.
Належить до Келецького повіту Свентокшиського воєводства.
У березні 1241 року відбулась битва поляків біля міста з монголами.

## Демографія
Демографічна структура станом на 31 березня 2011 року:
|          | Загалом | Допрацездатний вік | Працездатний вік | Постпрацездатний вік |
| -------- | ------- | ------------------ | ---------------- | -------------------- |
| Чоловіки | 1926    | 340                | 1357             | 229                  |
| Жінки    | 2057    | 365                | 1191             | 501                  |
| Разом    | 3983    | 705                | 2548             | 730                  |